# Raymund Netzhammer
Raymund Netzhammer, O.S.B. (ur. 19 stycznia 1862 r. w Erzingen, zm. 18 września 1945 r. w Werdzie) – niemiecki duchowny katolicki, arcybiskup bukareszteński.

## Życiorys
Urodził się w 1862 r. w Erzingen w Badenii. W młodości wstąpił do zakonu benedyktynów. Święcenia kapłańskie otrzymał 5 września 1886 r. Następnie został skierowany do pracy misyjnej w Europie Wschodniej. 16 września 1905 r. papież Pius X mianował go arcybiskupem bukareszteńskim. Konsekracja biskupia miała miejsce 5 listopada tego samego roku. 14 lipca 1924 r. ze względu na podeszły wiek zrezygnował z kierowania archidiecezją. Otrzymał tytuł arcybiskupa Anazarbus. Zmarł w 1945 r. w Szwajcarii.